# Morris Carnovsky
Morris Carnovsky est un acteur américain né le 5 septembre 1897 à Saint-Louis dans le Missouri aux États-Unis, décédé le 1er septembre 1992 à Easton dans le Connecticut.
Il fut une des victimes du maccarthysme et inscrit sur la liste noire du cinéma.

## Filmographie

### Cinéma
- 1931 : Panther Woman of the Needle Trades, or The Lovely Life of Little Lisa
- 1937 : La Vie d'Émile Zola (The Life of Emile Zola) : Anatole France
- 1937 : Cette nuit est notre nuit (Tovarich) : Chauffourier Dubieff
- 1943 : L'Ange des ténèbres (Edge of Darkness) : Sixtus Andresen
- 1944 : Inconnu à cette adresse (Address Unknown) de William Cameron Menzies : Max Eisenstein
- 1944 : The Master Race (en) : Old Man Bartoc
- 1945 : Our Vines Have Tender Grapes : Bjorn Bjornson
- 1945 : Rhapsodie en bleu (Rhapsody in Blue) : Poppa Morris Gershwin
- 1945 : Pris au piège (Cornered) d'Edward Dmytryk : Manuel Satana
- 1946 : Le Bel Espoir (Miss Susie Slagle's) : Dr. Fletcher
- 1946 : Quelque part dans la nuit (Somewhere in the Night)
- 1947 : En marge de l'enquête (Dead Reckoning) : Martinelli
- 1947 : La Femme déshonorée (Dishonored Lady) : Dr. Richard Caleb, Psychiatrist
- 1947 : Joe Palooka in the Knockout : Howard Abbott
- 1948 : Trafic à Saïgon (Saigon) : Zlex Maris
- 1948 : Man-Eater of Kumaon : Ganga Ram
- 1949 : L'Atlantide (Siren of Atlantis) : Le Mesge
- 1949 : Les Bas-fonds de Frisco (Thieves' Highway) de Jules Dassin : Yanko Garcos
- 1949 : Le Démon des armes (Deadly Is the Female) : Judge Willoughby
- 1950 : Western Pacific Agent : Pop Wekin
- 1950 : Cyrano de Bergerac, de Michael Gordon : Le Bret
- 1951 : The Second Woman : Dr. Raymond Hartley
- 1962 : Vu du pont de Sidney Lumet : Mr. Alfieri
- 1972 : Dig : Earl of Limestone
- 1974 : Le Flambeur (The Gambler) de Karel Reisz : A. R. Lowenthal
- 1983 : Joe's Bed-Stuy Barbershop: We Cut Heads

### Télévision
- 1959 : Medea : Creon
- 1959 : The World of Sholom Aleichem : Aaron Katz / Presiding Angel
- 1984 : The Cafeteria